# Kalu Tatyisavi
Kalu Tatyisavi (Tlaxiaco, Oaxaca, 1960) es un escritor canadiense en lengua tu'un savi y promotor de la cultura Ñuu Savi.

## Biografía
Nació en Tlaxiaco y vivió sus primeros años en la comunidad de Jie'e Yuku, Yucuhiti en el estado de Oaxaca. Estudió sociología y letras latinoamericanas en la Universidad Nacional Autónoma de México. Su trabajo literario incluye poesia, novela, cuento, dramaturgia y aforismos. Publico ensayos y crítica literaria en la publicación Periódico de Poesía de la UNAM. Colaborador revistas y publicaciones culturales como Colibrí, Iguana Azul, La Otra, Ojarasca, suplemento de La Jornada. Durante 12 años impartió un taller de lengua tu'un savi en la Ciudad de México. Recibió en dos ocasiones el Premio Nezahualcóyotl de Literatura en Lenguas Mexicanas en 2000 y 2012 así como el primer Premio Bellas Artes de Literatura en Lenguas Indígenas en 2019.

## Publicaciones

### Libros
- Kuun nuvi savi/Jornada en la lluvia (Conaculta, 2003), poesía.
- Savi iya kuaa/Lluvia nocturna (Art kaktus, 2010), poesía.
- Kuiya Uvi Ve’i: 1521 (Art graffiti, 2011), cuento.
- Ntia’an ta’vi Ñuu Savi/Ñuu Savi nonato (Art graffiti, 2011), dramaturgia.
- Viko: Savi-tatyi-yu’va- ka’n/Fiesta de la lluvia-viento-hielo-calor (Art graffiti, 2011), novela.
- Iyo jika Savi/Exilio de la lluvia (Barcelona Digital, 2014), poesía.
- Tzin Tzun Tzan/El disparo de tres flechas (Conaculta/Dirección General de Culturas Populares, 2014), poesía.
- Na’an jie’e tii-ni/Huellas  del nagual (Malpaís Ediciones, 2018), poesía.
- Tyi niin iyo/Porque el silencio (Pluralia, 2019), aforismos.
- 4 Isu Tasu Nijin Nuun'/4 Venado Águila de Buena Vista (2024), novela.

### Guion cinematográfico
- Itanuni/Flor de Maíz (2014)
- Palabras del surco (2016)

### Antologías
- Ñuu Savi, The Mixtec Mother Country (Universidad Tecnológica de la Mixteca, 2006)
- Voix et lumières de la montagne: quatre poètes contemporains de Oaxaca (RILMA 2/ADEHL, París, 2008),
- Mixtec writing and society/Escritura de Nuu Dzaui (Broekhoven Koninklijke Nederlandse Akademie van Wetenschappen, Holanda, 2008)
- Literatura de raíces mágicas (Secretaría de Cultura de Oaxaca, 2009)
- La migración del Ñuu Savi a la Ciudad de México (Rosalba Díaz Vásquez, UAG/ CIAL, UNAM / Conaculta, 2012).

### Traducciones
- Peligro de extinción / Yatin Naan de Ana Franco Ortuño (Barcelona, 2012)

## Premios y reconocimientos
- Premio Nezahualcóyotl de Literatura en Lenguas Indígenas 2000 por Jornada en la lluvia y 2012 por Tzin Tzun Tzan.
- Premio de cuento Puebla 2012.
- Premio Bellas Artes de Literatura en Lenguas Indígenas 2019 por Tyi niin iyo.